# Veveriță siberiană
Veverița siberiană (Eutamias sibiricus) sau burunducul trăiește în Asia de Nord din Rusia Centrală până în China, Coreea și Hokkaido în Japonia de Nord. Veverița siberiană a fost adusă din Coreea de Sud în Europa în calitate de animal de companie în anii '60. Reprezintă singura specie de veveriță dungată, arealul căreia nu se află în America de Nord și este clasificată fie drept singurul membru al genului Eutamias, fie drept un reprezentant al genului care include toate speciile de veverițe dungate.

## Descriere

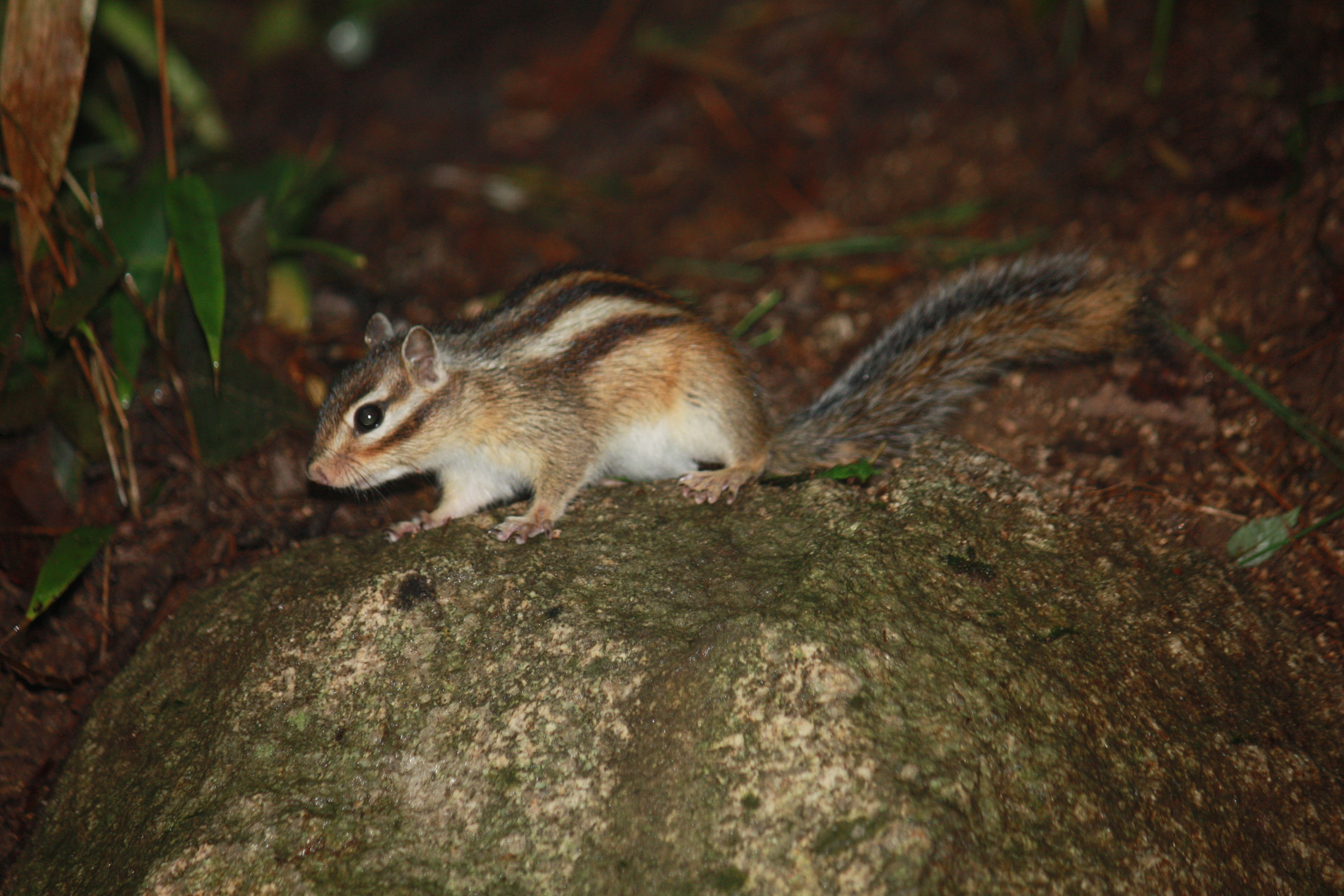

Veverița siberiană are de obicei pe spate patru dungi albe și cinci dungi întunecate. Cântărește 50 – 150 g și atinge în lungime 18 – 25 cm, o treime din care reprezintă coada. În sălbăticie trăiește 2 – 5 ani, dar în captivitate viața sa poate să dureze de la șase până la zece ani.

## Răspândire
Încă cu 200 de ani în urmă burunducul se întâlnea doar în Asia. Trecând cam în 1850 Uralii și răspândindu-se treptat spre vest, a ajuns în anii 1960 până în Finlanda. În aceeași perioadă Republica Coreea a început să exporte burunduci în Europa în cadrul comerțului cu animale de companie. Din 1960 până în 1980 au fost aduși circa 200.000 de indivizi.
În anii 1970 burunducii populau deja păduri suburbane și parcuri în Belgia, Franța, Elveția, Germania, Italia, Olanda și Austria. Aceasta se explică aproape întotdeauna prin faptul că proprietarii înșiși i-au pus în libertate, nemaidorind să aibă grijă de ei. Cu toate că mii de animale au fost introduse într-un mediu natural nou, ritmul lor scăzut de răspândire, de 200 – 250 m pe an, i-a împiedicat să se îndepărteze mult de locurile unde au fost eliberate.

## Habitat
Veverițele siberiene pot fi găsite de obicei în pădurile de conifere, în ariile pietroase din păduri sau munți, în tufișuri, de-a lungul râurilor și drumurilor, sau lângă mici suprafețe agricole. În Europa populațiile introduse trăiesc de obicei în pădurile de foioase, mixte sau în zonele acoperite cu vegetație din orașe. Veverițele siberiene pot supraviețui în condiții ambientale foarte diferite, de la 29°N până la 69°N și de la  –65°C până la 30°C. 
Această specie trăiește în colonii laxe, în care fiecare individ are teritoriul său propriu. Fiecare domeniu variază de la 700 până la 4000 mp și este mai mare pentru femele decât pentru masculi, precum și toamna este mai mare decât primăvara. Veverițele își marchează teritoriul cu urină și cu secrețiile glandelor dinăuntrul fălcilor.

## Mod de viață
Burunducii trăiesc de obicei solitar, dar pentru iarnă își sapă o vizuină, pe care o împart deseori cu un alt burunduc. Aceasta, care poate ajunge la 2,5 m lungime și 1,5 m adâncime, este formată dintr-un cuib, câteva camere de depozitare și camere pentru gunoi. Își depozitează 3 – 4 kg de hrană ca să supraviețuiască până în aprilie sau mai.  

### Reproducere
Perioada de reproducere începe în aprilie, după ieșirea din hibernare și gestația durează 28 – 35 de zile, născându-se de la trei la opt pui orbi și golași cu greutatea de 3 – 5 g. Puii devin de sine stătători la opt săptămâni și ajung la maturitate sexuală la nouă luni. 

### Hrană

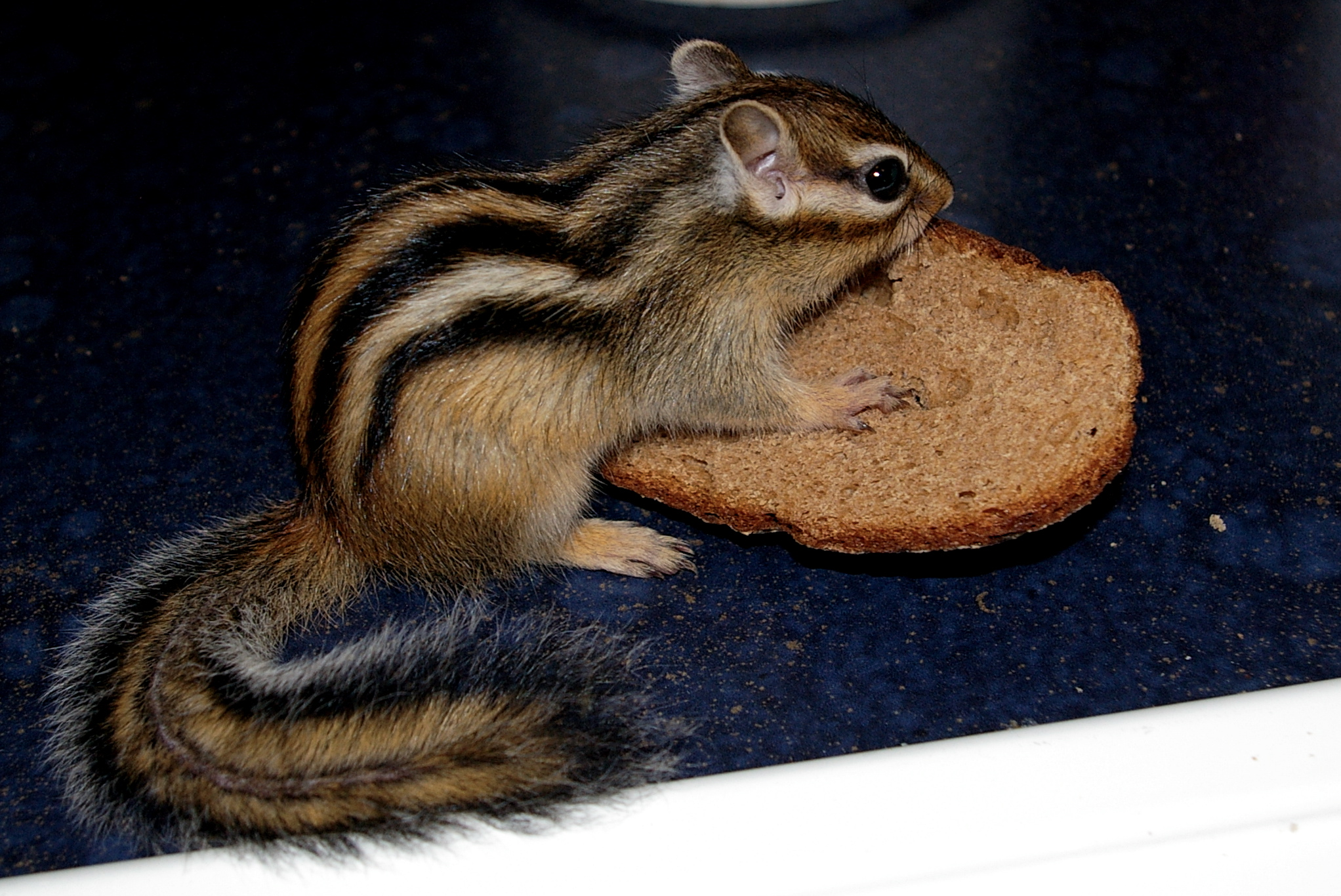
O veveriță siberiană mâncând pâine

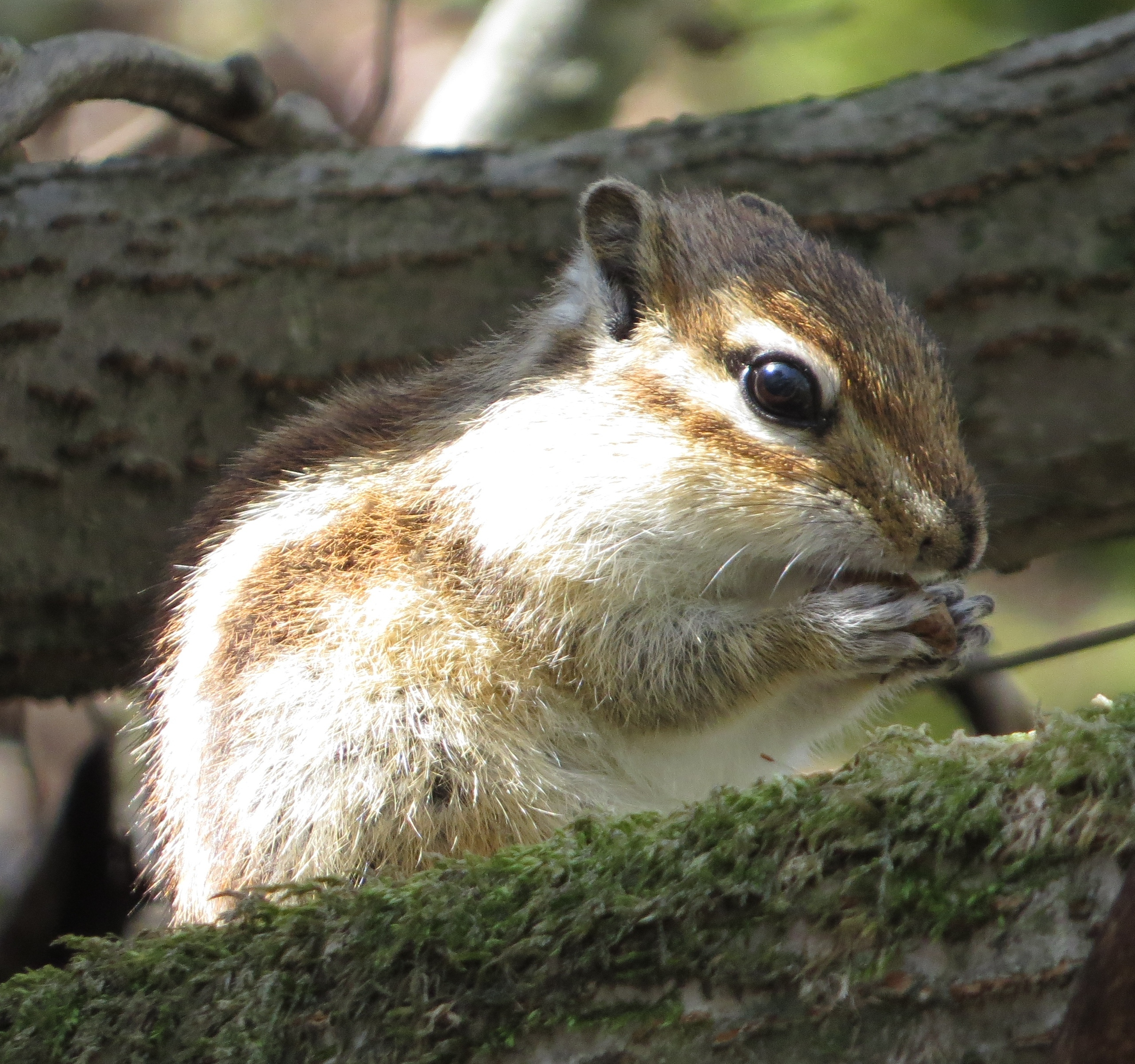
O veveriță mâncând o nucă fotografiată pe muntele Oike, Higashiomi, prefectura Shiga, Japonia.

Burunducul este o specie omnivoră, care își face rezerve de hrană. De regulă consumă semințe de pin siberian, precum și semințe ale altor specii de foioase sau conifere. Pe lângă aceasta se hrănește cu rădăcini, insecte, moluște, păsări, reptile, grăunțe, fructe și fungi. 

## Diverse
Unul dintre detașamentele de voluntari care au luptat în zona Dubăsariului în Războiul de pe Nistru s-a numit "Burunducii".